# 아부오름
아부오름(前岳)은 대한민국 제주특별자치도 제주시 구좌읍 송당리에 있는 오름(측화산)으로, 제주도에서 화구가 매우 큰 오름에 속한다. 높이가 301m로 화구 안에는 나무가 자라고 있다.

## 위치
아부오름은 제주특별자치도 제주시 구좌읍 송당리에 위치하고 있는데 전사면이 완만한 경사를 이루는 가운데 크고 넓은 원형의 대형 분화구가 있다. 화구는 깊이가 오름 자체의 높이보다 더 깊이 패어 들어가 있어 화구 안쪽 사면이 바깥 사면에 비해 훨씬 가파르고 긴 양상을 띠고 있다.

## 비자림 지대
제주특별자치도 제주시 구좌읍 평대리에 있는 비자나무 군락으로 비자림지대는 나도풍란·풍란·콩짜개란·흑난초·비자란 등 희귀한 난과 식물의 자생지이기도 하다. 녹음이 짙은 울창한 비자나무 숲 속의 삼림욕은 혈관을 유연하게하고 정신적, 신체적 피로 회복과 인체의 리듬을 되찾는 자연 건강 휴양 효과가 있다.
또한, 주변에는 자태가 아름다운 기생화산인 아부오름을 비롯하여 월랑봉·용눈이오름 등이 있어 자연 경관의 아름다움을 보이고 있다.

## 전해오는 이야기
아부오름은 예로부터 ‘압오름’이라 불렀으며, 한자 차용 표기에 따라 전악(前岳)으로 표기하였다. 압오름은 남쪽에 있는 오름이라는 데서 붙인 것이다. 압오름은 소리가 바뀌면서 아보롬·아부름·아보오름·아부오름 등으로 불렸다. 심지어는 아부오름을 한자 차용 표기에 따라 아부악(阿父岳·亞父岳)으로 표기하여 해석하기도 하였다.
『지영록』에 '압악(狎岳)', 『탐라지도병서』와 『제주삼읍도총지도』, 『제주삼읍전도』 등에 '전악(前岳)', 『조선지형도』에 '아부악(亞父岳)' 등으로 표기했다. 아부오름의 '아부'는 '앞'의 변음으로 마을의 앞쪽에 있는 오름을 뜻한다. '아부악(亞父岳)'은 '아버지오름'에서 변한 명칭이라는 설도 있다.

## 같이 보기
- 거문오름
- 다랑쉬오름
- 개오리오름